# De sang froid (jeu vidéo)
Pour les articles homonymes, voir De sang-froid.
De sang froid (titre original : In Cold Blood) est un jeu vidéo d'aventure et d'infiltration sorti sur PlayStation en 2000 puis porté sur Microsoft Windows en 2001, développé par Revolution Software, plus connu pour sa série de jeux d'aventures en point-n-click, Les Chevaliers de Baphomet.
Le joueur incarne John Cord, un agent du MI6 capturé en mission qui tente de comprendre qui l'a trahi pendant une série de flashbacks. Le créateur Charles Cecil s'inspire des films de gangsters Pulp Fiction, Usual Suspects et Heat. Le moteur du jeu est créé spécifiquement pour celui-ci. Les critiques à la sortie sont mitigées. Elles font généralement l'éloge de l'histoire du jeu, des énigmes et des graphismes, mais critiquent la prise en main, les scènes d'action et l'animation.

## Trame

### Univers
De sang froid se passe en Volgia, un État fictif sur la côte Est de l'ex-URSS. Après la chute de l'Union Soviétique, Dimitri Nagarov, chef du Renseignement et de la Sécurité, saisit l'occasion de renverser le pouvoir en place, et déclare l'indépendance de la Volgia. Après ce coup d'état, la Volgia se met à envahir ses voisins. L'Armée de Libération de Volgia (ALV), un mouvement de résistance dirigé par Gregor Kostov, apprend que Nagarov détient une technologie avancée, et en informe les Américains. Ces derniers envoient Kiefer, un espion, pour mener l'enquête, mais alors que ses recherches l'ont emmené dans une mine d'uranium, les communications avec celui-ci sont interrompues. Les Anglais sont appelés à l'aide et Alpha, la chef du MI6, envoie l'agent John Cord, un ami de longue date de Kiefer, pour enquêter.
Après l'introduction qui montre quelques éléments des missions de Cord, le jeu commence par une scène dans laquelle Cord est interrogé par Dimitri Nagarov, à présent premier ministre, pendant que son assistant Lukyan le torture. Après la torture, Cord lutte pour garder sa santé mentale ; sa seule certitude est qu'il a été trahi. Il essaye de remettre de l'ordre dans les fragments de sa mémoire, et le joueur doit reconstituer les évènements qui ont mené à la capture de Cord,,,,.

### Scénario
Cord se rend dans une mine d'uranium pour localiser Kiefer, mais trouve ce dernier mort. Dans la mine, Cord surprend une conversation entre Chi-Ling Cheung (un agent secret de la République Populaire de Chine) et Byrdoy Tolstov (un professeur de physique appliquée et de chimie). Tolstov révèle qu'ils ne sont pas en train d'extraire l'uranium, mais qu'ils font des expériences avec un composant spécial appelé tri-néphéline. La fille de Tolstov, Alexandra, est tenue en otage au QG de Sécurité, et Cord la sauve avec l'aide de Chi, qui est soupçonnée d'être une espionne. Après cela, Cord place un mouchard sur un serveur sécurisé et s'empare d'un disque dur qui contient des informations liée à l'ALV.
Cord se rend dans l'enceinte de confinement pour appréhender Nagarov. Au niveau Kappa, Cord détruit un gigantesque robot appelé Spectre, et au niveau Omega, il trouve des « spécimens humains » gardés dans des cages enfouies dans le sol d'un laboratoire. Cord fait remonter la cage où est retenu Yerik Dimitrivich Oliakov, un ancien maître de conférence universitaire, qui renvoie Cord vers un endroit « où les bateaux vont mourir. » Nagarov arrive en tenant Alexandra prisonnière devant lui. Nagarov affirme qu'il a piraté les ordinateurs des Américains et des Chinois, pour donner l'illusion que les deux camps se préparent à la guerre, afin de pouvoir poursuivre ses projets pour la Volgia. Cord entre par la suite dans une pièce où travaille le professeur Tolstov, qui lui dit que l'endroit « où les bateaux vont mourir » est Vostograd, une base navale abandonnée, d'où Nagarov lancera son missile. Un mini-robot tue Tolstov, mais Cord utilise sa carte d'identité pour obtenir l'accès à la machine de bombardement de particules appelée Baby Blue, qu'il détruit avec une bombe. Ayant retrouvé Kostov, les deux s'en vont et découvrent un camion contenant les cadavres des hommes de Kostov. Kostov soupçonne que Chi soit une traître.
Cord et Chi infiltrent la base de Nagarov pour détruire le Super Ordinateur. Sur le toit d'une imposante tour, Cord détruit un bâtiment avec un missile surface-air pour créer une diversion. Lorsqu'il retrouve Chi, elle est menacée par Kostov, qui pense qu'elle a trahi ses hommes. Chi tue Kostov avant que ce dernier ne puisse appuyer sur la détente de son pistolet. Avec l'aide de Chi, Cord utilise un ascenseur pour aller en haut de la tour et il active un téléphérique qui mène sur une île. Cord explore la zone d'amarrage, et trouve Alexandra dans une cellule au niveau de la sécurité. Cord se sert de l’ascenseur principal du complexe pour accéder aux autres niveaux. Cord crée une diversion et entre au niveau 1, où il insère une cartouche explosive dans le Super Ordinateur. Une séquence cinématique se déclenche dans laquelle Nagarov révèle qu'Alpha a trahi Cord. Alpha les rejoint en visioconférence, puis dit à Cord que le premier ministre Nagarov devait être certain qu'il n'agissait pas sous ses ordres en faisant exploser la raffinerie. Alpha explique à Cord que ce n'est qu'un simple changement politique, et que les Britanniques soutiennent maintenant la Volgia et ses revendications souverainistes et territoriales, tant qu'ils reçoivent leurs cargaisons de tri-néphéline. Alpha ajoute que son rôle était d'appliquer ce changement de politique, et que Cord aurait dû suivre ses ordres. Alors qu'un réacteur endommagé par Cord entre dans un état critique, Nagarov et Lukyan quittent la pièce. Jusqu'à ce point du jeu, l'histoire se passait dans la mémoire de Cord, pendant qu'il était interrogé par Nagarov après avoir été capturé, mais à partir de ce point l'histoire se passe en temps réel.
Quand Cord se réveille, il trouve Chi qui avait l'ordre de le tuer, mais elle décide de le libérer après une conversation. Cord et Chi se dirigent vers les quais au niveau 1 et réussissent à abaisser un pont qui mène à un hélicoptère. Ils libèrent Alexandra, puis s'envolent alors que la base est détruite. Après avoir repéré le sous-marin nucléaire de Nagarov, ils atterrissent dessus. Cord et Chi explorent le sous-marin pour empêcher le lancement du missile. Ils neutralisent les gardes, et surprennent des messages à propos de problèmes avec le réacteur. Après que Cord et Chi se soient séparés, Lukyan assomme Chi et l'emmène à un niveau inférieur. Lukyan tend ensuite une piège à Cord, qui réussit à le tuer en le poussant dans une turbine. Sur la salle du pont, Nagarov entre armé d'un pistolet, et après leur conversation, Cord attaque Nagarov avec une échelle. Cord utilise deux clés qu'il a trouvées pour annuler le lancement du missile. Après avoir libéré Chi, un message est diffusé, stipulant qu'il ne reste plus qu'une minute avant qu'une défaillance critique d'un réacteur ne survienne. Ils retournent sur le pont et sont récupérés par Alexandra dans l'hélicoptère quelques instants avant l'explosion du sous-marin. Dans la séquence de fin, Cord téléphone à Alpha et lui dit qu'il a transmis sur les réseaux Américains et Chinois les informations qu'il possède concernant l'accord qu'Alpha a passé avec Nagarov. Le jeu se termine sur un plan de Cord, Chi et Alexandra qui s'approchent d'une plage sur laquelle le soleil se couche,,,,,.

## Système de jeu
De sang froid est un jeu d'aventure en 3D en vue à la troisième personne.  Le joueur contrôle le protagoniste John Cord dans des décors pré-calculés aux angles de vue fixes. Cord doit récupérer divers objets qui peuvent être utilisés entre eux, ou avec des éléments du décor, ou encore en interaction avec des personnages non joueurs, afin de résoudre des énigmes et d'avancer dans le jeu. Cord peut converser avec d'autres personnages au moyen d'arbres de dialogue, dans le but d'obtenir des indices pour la résolution de certaines énigmes, ou pour faire avancer l'intrigue. Le jeu contient aussi des séquences d'action et des phases de furtivité. Que ce soit pendant les dialogues ou les phases d'action, le joueur peut choisir d'éviter les conflits, ou d'adopter une approche plus frontale. Le jeu se compose de neuf missions que Cord doit accomplir. Presque toutes les missions se terminent avec une séquence cinématique de transition, qui montre comment Cord est interrogé et torturé. Ces séquences mettent aussi en scène d'autres personnages, parmi lesquels Alpha ou Kostov, qui fournissent des informations sur la mission suivante,,,.

## Développement
Après le succès inattendu des deux premiers jeux de la série Les Chevaliers de Baphomet sur PlayStation, Sony contacte Revolution Software pour développer un jeu qui doit sortir à la base sur PlayStation. Revolution souhaite s'éloigner du style de ses précédents projets, en faisant un jeu autour d'un agent secret, avec des scènes d'action. Selon le producteur exécutif Charles Cecil, le jeu s'inspire des films de gangsters Pulp Fiction, Usual Suspects et Heat. Le jeu est développé par une « petite équipe ». Le moteur du jeu est développé spécifiquement pour ce titre. Cecil fait appel à Bob Keen (en), connu alors pour son travail sur les effets spéciaux au cinéma, pour profiter de son expérience dans la 3D. Keen et son équipe travaillent sur les storyboards et les séquences, et réalise certaines scènes cinématiques. Après Les Chevaliers de Baphomet, Barrington Pheloung endosse à nouveau le rôle de compositeur. La musique est interprétée par le London Metropolitan Orchestra. La chanson de fin est écrite et interprétée par Pat Treacy. De sang froid sort en Europe le 14 juillet 2000 sur PlayStation et le 10 octobre 2000 sur Microsoft Windows, puis en Amérique du Nord en 2001 sur ces deux mêmes supports,,,,,.

## Distribution
- John Cord : Nikolas Grace (VO) / Bruno Choel (VF)
- Chi-Ling Cheung : Rhonda Miller (VO) / Nathalie Spitzer (VF)
- Alpha : Patricia Hodge (VO) / Danielle Hazan (VF)
- Gregor Kostov : Constantine Gregory (VO) / Gilbert Levy (VF)
- Nagarov : David Calder (VO) / François Jaubert (VF)
- Tolstov : David Acton (VO) / Philippe Cariou (VF)
- Alexandra : Rhonda Miller(VO) / Sylvie Levadoux (VF)
- Lukyan : David Wrigglesworth (VO) / Gilbert Levy (VF)
- REMORA : Issy Van Randwyck (VO) / Nathalie Spitzer (VF)
- Femmes techniciens : Patricia Hodge, Issy Van Randwyck (VO) / Patricia Legrand, Sylvie Levadoux, Danielle Hazan, Nathalie Spitzer (VF)
- Hommes techniciens : Nikolas Grace, David Wrigglesworth, David Acton, David Calder, Constantine Gregory (VO) / Bruno Choel, Philippe Bozo, Gilbert Levy, Martial Leminoux, François Jaubert, Emmanuel Fouquet, Philippe Cariou, Benoît Allemane, Pierre-Alain de Garrigues, Patrice Baudrier (VF)[1],[2],[4]

## Accueil

### Ventes
Selon Tony Warriner de Revolution Software, De sang froid est un succès commercial La société affirme avoir vendu plus de 220 000 exemplaires de la version PlayStation rien qu'en Europe pendant les premiers mois suivant sa sortie. En janvier 2001, Warriner relève que la version PlayStation du jeu a fait de vraiment bons scores de vente, et que les ventes de la version PC sont acceptables. En mars de la même année, Mark Asher de GameSpy écrit que le jeu « se vend bien aux États-Unis » aussi (environ 100 000 exemplaires écoulés), mais fait un meilleur résultat en Europe. PC Data dénombre 28 159 exemplaires vendus pour la version PC en 2001 en Amérique du Nord et 5 825 de plus pendant les six premiers mois de 2002. En Europe, la version PlayStation intègre la gamme Platinum.

### Critique
Selon l'agrégateur Metacritic, De sang froid reçoit un accueil mitigé de la presse dans sa version PC. Pour Adventure Classic Gaming, malgré quelques « défauts gênants », le jeu peut être « plutôt agréable à jouer si vous voulez frissonner en incarnant un espion high-tech qui infiltre une forteresse ennemie dans un pays étranger » ; « il propose une histoire correcte et des personnages intéressants, dans une réalité alternative sur fond de guerre froide et d'espionnage. » GameSpot fait l'éloge de l'histoire du jeu et affirme que le doublage et la musique sont « excellents », et que le jeu peut « aussi être drôle », mais qu'il est « plutôt maigre tant dans le genre action que le genre aventure » ; le site critique aussi certains éléments de gameplay. « Ceux qui veulent de l'action plutôt que de l'intrigue trouveront le jeu quelque peu ennuyeux, mais ceux qui apprécient une histoire originale et une très bonne atmosphère trouveront en De sang froid un mélange d'espionnage et science-fiction satisfaisant. » Game Over Online critique le gameplay, mais apprécie les « très bons graphismes » et l'« histoire, très convaincante et qui est vraiment cohérente. » Selon Carla Harker de Next Generation, « la pire chose à propos de De sang froid est que l'histoire est très intéressante et vous voulez l'apprécier, mais le reste est tellement mauvais que vous n'y arrivez pas. » GameVortex décerne au jeu la récompense « incontournable », et ne tarit pas d'éloges sur les graphismes, le son, l'histoire et les énigmes. Le testeur se montre enthousiaste envers certains éléments de gameplay, et critique envers d'autres, mais dit que « dans l'ensemble, le feeling et la prise en main du jeu sont remarquables. » Game Revolution salue « l'histoire convaincante, les décors corrects, et des gadgets sympa » mais critique « l'animation nulle, les contrôles horribles et l'action insipide. » IGN loue la présentation, le son et les graphismes du jeu, mais critique son gameplay : « en tant que fan d'aventure, vous pourriez apprécier l'intrigue d'espionage sympa, et certains éléments d'infiltration du jeu, mais les amateurs de jeux d'action se trouveront dans un monde d'intrigue mais sans challenge. »

## Postérité
En 2009, la version Microsoft Windows rejoint le catalogue dématérialisé de la boutique GOG.com,. En 2016, le jeu est inclus de la compilation Revolution : Collection 25ème Anniversaire, regroupant tous les jeux de Revolution Software sortis entre 1992 et 2015,. En 2018, la rédaction du site Den of Geek mentionne le jeu dans une liste de 60 jeux Playstation sous-estimés.